# Лаурентіно Кортісо
Лаурентіно «Ніто» Кортісо Коен (ісп. Laurentino Cortizo Cohen, нар. 30 січня 1953 Панама-Сіті) — панамський політичний та державний діяч, бізнесмен, член Революційно-демократичної партії (РДП). Голова Законодавчих Зборів з 2000 по 2001 рік, кандидат у президенти в 2009 і 2019 роках. Президент країни з липня 2019 року по липень 2024 року.

## Біографія
Народився в столиці, його батьками були Лаурентіно Кортісо Кортісо (іспанець галісійського походження, був зайнятий автобусним бізнесом) і Естер Коен де Кортісо (грецького походження, вчителька і підприємець в галузі будівництва). Закінчив початкову «Коледж Хав'єр» і середню школи «Колеж-де-ла-Саль» у Нікарагуа. Навчався у Військовій академії Valley Forge, отримав ступінь бакалавра в галузі ділового адміністрування Університет Норвіч, а також ступінь магістра і доктора наук у галузі ділового адміністрування міжнародної торгівлі та маркетингу у Техаському університеті в Остіні.

## Професійна кар'єра
Після закінчення навчання в 1981 році працював у Вашингтоні технічним радником генерального секретаря Організації американських держав (ОАД).
У листопаді 1986 року був призначений заступником представника Панами в ОАД, членом бюджетного комітету і членом робочої групи з приватного сектору економіки країн ОАД. Очолював робочу групу з проблем розвитку держав Центральноамериканського регіону. Тоді ж очолював постійний Виконавчий комітет економічної і соціальної Ради країн Центральної Америки.
З 1986 року по теперішній час працює в приватному секторі в компаніях «Cortizo Group, Panablock» (компанія з виробництва будівельних матеріалів) і «Hacienda Hermacor» (селекційне скотарство).

## Політична кар'єра
В 1994 році був обраний від центристської Партії солідарності депутатом Національної асамблеї від провінції Колон. 1 липня 1998 — 1 липня 1999 роки — 1-й заступник голови Національної Асамблеї.
В 1999 році на загальних виборах був висунутий кандидатом на посаду другого віце-президента Панами, у команді кандидата від Революційно-демократичної партії (РДП) Мартіна Торріхоса. Незважаючи на поразку кандидата від РДП, був переобраний депутатом Національної Асамблеї (НА). В 2000 році обраний президентом НА.
В 1999 році підтримав уряд президента Міреї Москосо у рамках міжпартійної угоди 5 центристських і правоцентристських партій (пакт Ла-Пінтада) і його обрання на посаду голови Національної асамблеї відбулося всупереч побажанням Партії солідарності (і РДП), через що він вийшов з партії і після загальних виборів приєднався до Панамістської партії. Але повністю не порвав з РДП і постійно підтримував з нею контакти. Зберігав свою політичну лінію до кінця свого законодавчого терміну і висловив свою підтримку Мартіну Торріхосу, кандидату РДП в президенти на загальних виборах 2004 року
В 2004 році офіційно зареєструвався членом РДП і після перемоги М. Торріхоса на виборах президента був призначений міністром сільськогосподарського розвитку, залишивши місце в НА.
Зайняв жорстку позицію в переговорах щодо укладення угоди про вільну торгівлю між Панамою і США. 22 вересня 2005 року мав спільно з міністрами торгівлі і промисловості Алехандро Ферреро і охорони здоров'я Каміло Аллейном підписати цю угоду, проте відмовився це зробити. Аргументував свою позицію ігноруванням в угоді застосування національного санітарного контролю та прийняттям як єдиної гарантії санітарні сертифікати, видані інспекційними органами США, що суперечило фітосанітарним та зоосанітарним нормам відповідно до правил Світової організації торгівлі і завдавало шкоди сільськогосподарському сектору Панами.
6 січня 2006 року не поїхав до Вашингтону на черговий раунд переговорів і вирушив до резиденції президента Торріхоса, де особисто подав заяву про відставку, публічно позначивши свою опозицію переговорам 10 січня скликав прес-конференцію, на якій оголосив про свою відставку і засудив існування подібного документа.
7 травня 2008 року оголосив про висунення своєї кандидатури як кандидата в президенти від РДП Його програма базувалась на шести напрямках діяльності: боротьба з бідністю і маргіналізацією, верховенство закону, освіта для життя і роботи, конкурентоспроможна економіка для створення робочих місць, незалежні інститути, прозорість та підзвітність рішень. Але після первинних виборів в партії 7 вересня 2008 року зазнав поразки від кандидата Балбіни Еррери, посівши третє місце і набравши всього 9 % голосів. Приєднався до передвиборної команди Еррери на загальних виборах 2009 року і був координатором плану уряду кандидата.
У листопаді 2012 року оголосив, що не братиме участі у президентських праймеріз РДП і заявив про свою підтримку Хуана Карлоса Наварро на загальних виборах 2014 року Знову був координатором плану уряду кандидата і був названий як майбутній міністр сільського господарства і внутрішньої торгівлі в уряді Наварро.
Після поразки РДП на виборах в травні 2014 року партія потрапила в кризу лідерства і розбіжності між Наварро, який пішов з генерального секретаріату партії, і Бенісіо Робінсоном, головою РДП; Кортісо вважався однією з можливих компромісних об'єднавчих фігур в партії.
19 квітня 2016 року офіційно оголосив про свій намір балотуватися в президенти від РДП під гаслом «Об'єднання сил» не дивлячись на відсутність підтримки з боку національного виконкому партії Незабаром його кандидатура була підтримана головою РДП Бенісіо Робінсоном, а також іншими впливовими лідерами і фракціями в партії
16 липня 2018 року офіційно висунув свою кандидатуру від РДП. На праймеріз здобув переконливу перемогу над іншими 16-ма кандидатами серед яких виділялися депутат Зулай Родрігес і екс-президент Ернесто Перес Бальядареса. Отримавши 215 628 голосів (66,2 % від загальної кількості).
Серед пропозицій і ідей, які він висуває — боротьба з бідністю, соціальними проблемами і корупцією, яку він назвав «шостим кордоном», з посиланням на «п'ятий кордон», згадувану найпопулярнішим в країні генералом Омаром Торріхосом Еррерой в 1970-х роках, під якою малася на увазі межа колишньої зони Панамського каналу, що розділяла країну Також виступає за усунення контролю над цінами, встановленого урядом президента Хуана Карлоса Варела і створення громадських ринків як способу зближення виробників і споживачів Висловлюється проти абортів та одностатевих шлюбів і підтримує використання лікарської коноплі Також висловив намір реформувати Конституцію Панами. На посаду віце-президента запропонував 35-річного члена РДП адвоката Хосе Габріеля Каррісо.
З травня 2019 року став об'єктом численних критичних зауважень оскільки часто був відсутній на дебатах між кандидатами.
Одружений з Ясмін Колон де Кортісо, має двох дітей (Хорхе Андреса і Кароліну Естер) та двох онуків.